# فرد بارون
فرد بارون (انگلیسی: Fred Barron; ۷ ژوئن ۱۸۷۹ – ۱۸ اوت ۱۹۳۹) بازیکن فوتبال اهل بریتانیا بود.
از باشگاه‌هایی که در آن بازی کرده‌است می‌توان به باشگاه فوتبال برنلی اشاره کرد.